# Unrar
UnRAR è il nome di due diverse applicazioni a riga di comando per l'estrazione di archivi RAR.

## RARLAB UnRAR
Questo freeware è una versione di UnRAR con interfaccia a riga di comando. È sviluppato da RARlab, la stessa società che ha creato il software WinRAR. Questo software può estrarre i più recenti archivi RAR v5.0 i quali non sono supportati dai software concorrenti.

## GNU UnRAR
Questo software libero è una versione Linux di UnRAR basata su una vecchia versione del software sviluppato da RARLAB distribuita con il permesso dell'autore Eugene Roshal. È concesso sotto licenza GPL e non supporta il formato RAR3.
1. ↑   Alexander Roshal, UnRAR License, su Fedora Project wiki, Red Hat. URL consultato il 9 giugno 2019 (archiviato dall'url originale il 9 giugno 2019).
2. ↑  UnRAR; RARlab.
3. ↑   Galina Miclosic, Frequently Asked Questions, su UniquE RAR File Library, dicembre 2011. URL consultato il 4 novembre 2014.